# Japan Electronic Industry Development Association
La Japan Electronic Industry Development Association (社団法人日本電子工業振興協会 Shadan-hōjin Nihon Denshi Kōgyo Shinkō Kyōkai?, JEIDA) era una organización de investigación, desarrollo y estándares para la industria electrónica en Japón. Se unió a la EIAJ para formar la JEITA el 1 de noviembre de 2000.
JEIDA era similar a la SEMATECH de EE.UU, o la ECMA de Europa.
JEIDA desarrolló algunos estándares, incluyendo el JEIDA memory card y el formato de archivos gráficos Exif.